# Economía de la oferta

Curva de Laffer

La economía de la oferta es una escuela macroeconómica que sostiene que se puede alcanzar el crecimiento económico con mayor eficacia con medidas que incrementen la oferta agregada mediante una reducción de barreras para las personas que producen (oferta) bienes y servicios, tales como la reducción de impuestos y al permitir una mayor flexibilidad mediante la desregulación. Según economía de la oferta, los consumidores terminarán por beneficiarse de una mayor oferta de bienes y servicios a precios más bajos. Recomendaciones de políticas típicas de los economistas de la oferta son tasas de impuestos más bajas y menor regulación legal de la actividad económica.
Una de las bases de la economía de la oferta es la curva de Laffer, una relación teórica entre los impuestos y los ingresos públicos. la reducción de impuestos y la flexibilización de los factores de producción, en especial el denominado mercado de trabajo. Sin embargo, las experiencias de Libre Mercado de Estados Unidos durante el mandato de Ronald Reagan y de Reino Unido durante el mandato de Margaret Thatcher, demuestran que se produjo una caída del crecimiento económico y un incremento de la desigualdad como indican los estudios de Branko Milanovic y Thomas Piketty. Manera señala explícitamente:

Lo expuesto lamina, sin ambages, la curva de Laffer, todavía invocada por algunos autores (unas muestras: Auerbach-Slemrod, 1997; Bartels, 2005; Gale-Samwick, 2017). Estos hallazgos sobre los efectos del crecimiento y el desempleo aportan evidencia en contra de las teorías del lado de la oferta, que sugieren que los impuestos más bajos para los ricos inducirán respuestas de la oferta laboral de las personas de altos ingresos (más horas de trabajo, más esfuerzo, etc.), lo cual impulsará la actividad económica. En relación con esto, los resultados de la investigación muestran –acotamos más esta idea– poco apoyo a la influyente tesis político-económica de que los recortes de impuestos para los ricos “se filtran” para impulsar un desarrollo económico más amplio. La realidad de los resultados es otra: se certifica que las moratorias del impuesto sobre la renta, las ganancias inesperadas y los recortes de impuestos dirigidos al decil superior de la distribución del ingreso, no inducen a las personas a alterar significativamente la cantidad de trabajo que realizan.

Por tanto la económica de oferta tienen efectos negativos en el crecimiento y el desempleo en contra de las teorías de la economía de la oferta, que sugieren que los impuestos bajos impulsan la actividad económica. Para Manera se certifica que las moratorias del impuesto sobre la renta, las ganancias inesperadas y los recortes de impuestos dirigidos al decil superior de la distribución del ingreso, no inducen a las personas a alterar significativamente la cantidad de trabajo que realizan por lo que la 'vieja curva de Laffer', clave teórica de la economía de la oferta quedaría falsada.

Una encuesta realizada en 2012 entre los principales economistas concluyó que ninguno estaba de acuerdo en que la reducción del tipo del impuesto sobre la renta federal de EE. UU. se traduciría en un aumento de los ingresos fiscales anuales en un plazo de cinco años. Los críticos también señalan que tras varias grandes reducciones de impuestos en Estados Unidos en los últimos 40 años no han aumentado los ingresos.

## Génesis
En los años 70 seguidores de las ideas de Robert Mundell, Arthur Laffer y Jude Wanniski. Wanninski acuñaron  el término "supply-side economics" o economía de la oferta. Pusieron en ejecución su modelo de política económica durante el mandato presidencial en Estados Unidos de Ronald Reagan quien siguió sus recomendaciones. 
Las tesis de los "supply-siders" se apoyan básicamente en la denominada "curva de Laffer" que planteaba partir de cierto tipo impositivo, argumentando que la alta la presión fiscal muchos prefieren no ganar más u ocultar su dinero en paraísos fiscales y sociedades opacas. Su política criticaban el estado de bienestar.
Su crítica también se fijaba en la inflación. Soluciones como el tipo fijo en el Impuesto sobre la Renta, la privatización de servicios públicos y, en especial, de los planes de pensiones eran para los supply-siders los primeros pasos en la carrera hacia el bienestar.[cita requerida]

## Fundamentos teóricos
James D. Gwartney y Richard L. Stroup proporcionaron una definición de la economía de la oferta como la creencia de que los ajustes en las tasas impositivas marginales tienen efectos significativos sobre la oferta total. Gwartney y Stroup dijeron "que el argumento de la oferta sentó las bases de la política fiscal de Reagan, que condujo a reducciones significativas de los tipos impositivos marginales en los Estados Unidos durante el decenio de 1980".
Barry P. Bosworth ha proporcionado otra definición al presentar la economía de la oferta desde dos perspectivas:
- "Un amplio interés en los determinantes de la oferta agregada: el volumen y la calidad de los insumos de capital y trabajo y la eficiencia con la que se utilizan" [cita requerida]
- "Un enfoque más limitado en las reducciones de impuestos como un medio para aumentar la oferta de ahorro, inversión y mano de obra".

### Economía de la oferta frente a la economía de la demanda
La economía de la oferta se originó como una alternativa a la economía keynesiana, que también puede denominarse economía de la demanda. La economía de la demanda se basa en una visión de precio fijo de la economía, donde la demanda juega un papel clave en la definición del crecimiento futuro de la oferta, lo que también tiene en cuenta las implicaciones de la inversión en los incentivos. Básicamente, afirma que la demanda del consumidor crea su propia oferta.Por tanto la política fiscal del gobierno sea utilizada como un instrumento principal para incrementar la demanda agregada, que en consecuencia se supone que aumentará la producción total y el PNB. Por lo tanto, al contrario de la economía de la oferta, la economía de la demanda se basa en el que el aumento del PNB En consecuencia, los recortes de impuestos podrían conducir a una reducción del gasto, lo que a su vez daría lugar a una reducción del PNB y al crecimiento del desempleo.
La política fiscal puede provocar cambios tanto en la oferta como en la demanda. Entonces, cuando las tasas impositivas marginales son altas, los consumidores buscan ocio adicional y consumo.
Sobre estos supuestos, los economistas de la oferta formulan la idea de que un recorte en las tasas impositivas marginales tiene un efecto positivo.
En relación con la curva de Laffer, ha indicado que bajar impuestos no asegura el crecimiento económico. Los dos mantras habituales de los partidos conservadores y de derecha política son la reducción de impuestos y la flexibilización de los factores de producción, en especial el denominado mercado de trabajo. Sin embargo, las experiencias de Libre Mercado de Estados Unidos durante el mandato de Ronald Reagan y de Reino Unido durante el mandato de Margaret Thatcher, demuestran que se produjo una caída del crecimiento económico y un incremento de la desigualdad y una merma de la inversión tanto publica como privada, como indican los estudios de Branko Milanovic y Thomas Piketty.marco de las teorías de oferta se basa en los supuestas preferencias y rentas inamovibles de consumidores y los precios inamovibles de otros bienes. Sin embargo, en la realidad, las preferencias de los consumidores no están paralizadas y demás variables no permanecen constantes. Así que, evidentemente, no es posible que nadie haya podido observar estas curvas. Según Mises: “Es importante darse cuenta de que no tenemos ningún conocimiento ni experiencia con respecto a las formas de dichas curvas"

### Papel de las tasas impositivas marginales
El foco principal de la economía de la oferta es la promoción del crecimiento económico. Al respecto, algunos estudios han sugerido considerar dos precios relativos.
El primero influye en las decisiones de los individuos sobre la distribución de sus ingresos entre el consumo y el ahorro. (Roberts, 1984, p. 36) El costo de la decisión individual de asignar una unidad de ingreso al consumo o al ahorro es un valor futuro de la unidad, que se ha renunciado al elegir consumir o ahorrar. La unidad de valor de la renta se define mediante las tasas impositivas marginales. Los críticos de las políticas de oferta destacan los crecientes déficits federales, la creciente desigualdad de ingresos y la falta de crecimiento.
Por lo tanto, tasas impositivas más altas disminuirían el costo de consumo, provocaría un aumento de los niveles de inversión y ahorro, mientras que los niveles de consumo disminuirían.
El segundo precio influye en las decisiones de los individuos sobre la distribución de su tiempo entre el trabajo y el ocio. El costo de la decisión individual de asignar una unidad de tiempo al trabajo o al ocio representa los ingresos actuales, que se abandonaron al elegir el trabajo o el ocio. El costo también incluye los ingresos futuros, que se destinaron al ocio en lugar de mejorar las habilidades profesionales. El valor de los ingresos perdidos se define por la tasa impositiva asignada a los ingresos adicionales. Por tanto, el aumento de las tasas impositivas marginales conduce a una disminución del precio del ocio. Sin embargo, si el tipo impositivo marginal desciende, el costo del ocio aumenta.
Tanto la cuantía de los ingresos retenidos como gravados se determina mediante el tipo impositivo marginal. Por eso, desde el punto de vista de los economistas de la oferta, las tasas impositivas marginales juegan un papel importante en la determinación del desarrollo de la economía. Debido al papel crucial en la determinación de la cantidad de tiempo que los trabajadores dedicarán al trabajo y al ocio o la cantidad de ingresos que se gastarán en el consumo y el ahorro, los economistas de la oferta insisten en reducir las tasas impositivas.

### Curva de Laffer
La curva de Laffer ilustra una relación matemática entre los ingresos fiscales y las tasas impositivas, que fue popularizada por  Arthur B. Laffer en 1974.La idea de la curva de Laffer surgió en 1974, durante una reunión en un rrstaurante entre el propio Laffer y dos altos funcionarios del Gobierno de Richard Nixon llamados Dick Cheney y Donald Rumsfeld que actuaban como patrocinadores de Laffer en el gobierno.1
La economía de la oferta depende en gran medida de las implicaciones, que se derivan de la relación presentada por la curva lo que dará lugar a una disminución de los ingresos fiscales incluso si los tipos impositivos son elevados. Debido al efecto que ejercen los impuestos sobre la renta gravada, el ajuste de las tasas impositivas puede no dar lugar a cambios proporcionales en los ingresos fiscales. Por eso, algunos economistas de la oferta insisten en que la disminución de tasas impositivas demasiado altas puede resultar en un aumento de los ingresos fiscales.
La curva de Laffer encarna un postulado de la economía de la oferta: que las tasas impositivas y los ingresos fiscales son distintos, con los ingresos fiscales del gobierno iguales a una tasa impositiva del 100% que a una tasa impositiva del 0% y los ingresos máximos en algún punto intermedio entre estos dos valores. Los partidarios de la oferta sostuvieron que en un entorno de tipos impositivos elevados, la reducción de los tipos impositivos daría lugar a mayores ingresos o pérdidas de ingresos menores de lo que cabría esperar basándose únicamente en estimaciones estáticas de la base impositiva anterior.
Esto llevó a los partidarios de la oferta a defender grandes reducciones en las tasas impositivas sobre la renta marginal y las ganancias de capital para fomentar una mayor inversión, lo que produciría más oferta. Jude Wanniski y muchos otros abogan por una tasa de ganancias de capital cero. El aumento de la oferta agregada debería resultar en un aumento de la demanda agregada, de ahí el término "economía de la oferta".

## Teoría sobre la política fiscal
Las políticas fiscales del lado de la oferta están diseñadas para aumentar la oferta agregada, en contraposición a la demanda agregada, expandiendo así la producción y el empleo al tiempo que bajan los precios. Tales políticas son de formas variedades generales:
1. Inversiones en capital humano, como educación, salud y fomento de la transferencia de tecnologías y procesos comerciales, para mejorar la productividad (producción por trabajador). El fomento del libre comercio globalizado a través de la contenedorización es un ejemplo reciente importante.
2. Reducción de los impuestos, para incentivar el trabajo, la inversión y la asunción de riesgos. La reducción de las tasas del impuesto sobre la renta y la eliminación o reducción de aranceles son ejemplos de estas políticas.
3. Inversiones en nuevos equipos de capital e investigación y desarrollo (I + D), para mejorar aún más la productividad. Permitir a las empresas depreciar los equipos de capital más rápidamente (por ejemplo, más de un año en lugar de 10 años), los alienta a comprar dichos equipos.
4. Reducción de la reglamentación gubernamental para fomentar la formación y expansión en las empresas.[23]

Esto contrasta con las políticas del lado de la demanda (por ejemplo, un mayor gasto público), que incluso si tienen éxito tienden a crear presiones inflacionarias (es decir, aumentan el nivel de precios agregado) a medida que la curva de demanda agregada se desplaza hacia afuera. La inversión en infraestructuras es un ejemplo de una política que tiene elementos tanto del lado de la demanda como del lado de la oferta.
La economía de la oferta sostiene que el aumento de los impuestos reduce constantemente la actividad económica dentro de una nación y desalienta la inversión. Los impuestos actúan como un tipo de barrera comercial o arancel que hace que los participantes económicos utilicen medios menos eficientes para satisfacer sus necesidades. Como tal, una mayor tributación conduce a menores niveles de especialización y menor eficiencia económica. Se dice que la idea está ilustrada por la curva de Laffer.
Los economistas de la oferta tienen menos que decir sobre los efectos de los déficits y a veces citan el trabajo de Robert Barro que afirma que los actores económicos racionales comprarán bonos en cantidades suficientes para reducir las tasas de interés a largo plazo.las políticas del lado de la oferta tienden al incremento de la inflación (por ejemplo aumentan el nivel de precios agregado) a medida que la curva de demanda agregada se desplaza hacia afuera. 